# Bonrepos-Riquet
Bonrepos-Riquet là một xã thuộc tỉnh Haute-Garonne trong vùng Occitanie ở tây nam nước Pháp. Xã nằm ở khu vực có độ cao trung bình 200 mét trên mực nước biển.